# Käthe-Kollwitz-Haus Moritzburg
Käthe-Kollwitz-Haus (Käthe Kollwitzhuset) i Moritzburg utanför Dresden är ett av tre museer i Tyskland tillägnade konstnären Käthe Kollwitz (1867–1945). De andra två är Käthe Kollwitzmuseet i Berlin och Käthe Kollwitzmuseet i Köln.

## Bakgrund
Huset i Moritzburg var Käthe Kollwitz sista bostad, från augusti 1944 till hennes död den 22 april 1945. Hon hade flytt från Berlin redan 1943 och inbjudits av Ernst Heinrich av Sachsen att bosätta sig i huset, kallat Rüdeshof, där två rum ställdes i ordning för henne. Redan vid hennes död bestämdes det att denna hennes sista bostad skulle vara kvar som minnesmärke. Det var dock inte förrän på hennes 50:e dödsdag huset invigdes som museum, den 22 april 1995.

## Käthe Kollwitzutställningen
Till skillnad från museerna i Köln och Berlin som kan visa upp stora samlingar av konstnärens verk, så är Käthe-Kollwitz-Haus i Moritzburg mer inriktat på att beskriva henne som person, hennes liv och gärning. Käthe Kollwitzutställningen är förlagd till husets ovanvåning, där verken presenteras i kronologisk ordning genom sju rum, parallellt med fotografier, dagboksutdrag och brev.

## Tillfälliga utställningar och grafikverkstad
På husets bottenvåning visas tillfälliga utställningar. Det kan röra sig om någon temautställning rörande Käthe Kollwitz konst, eller utställningar av nutida konstnärer. För de som vill lära sig mer om hur man gör bilder med etsningsteknik, finns en grafikverkstad där etsningar kan framställas och tryckas till färdig bild med djuptryckspress.